# تلویزیون فوجی
فوجی تلویژن (به ژاپنی: 株式会社 フジテレビジョン Kabushiki Gaisha Fuji Terebijon، به انگلیسی: Fuji Television Network, Inc.‎) یکی از ایستگاه‌های اصلی تلویزیونی توکیو است. این ایستگاه تلویزیونی در ژاپن به نام‌های Fuji TV‏(フジテレビ Fuji Terebi) و CX مشهور است. فوجی تلویژن مهم‌ترین ایستگاه تلویزیونی شبکهٔ FNN(Fuji News Network)‎ است.
فوجی تلویژن سه ایستگاه تلویزیون پولی دارد که عبارتند از: 
- Fuji TV One برای ورزش و سایر برنامه‌ها
- Fuji TV Two برای درام و انیمیشن
- Fuji TV Next برای نمایش‌های پخش زنده

هر سه این ایستگاه‌ها، تلویزیون وضوح‌بالا هستند.

فوجی تلویژن متعلق به شرکت هلدینگ فوجی مدیا (Fuji Media) است که هلدینگ گروه ارتباطی فوجی سانکی (Fujisankei Communications Group) است.

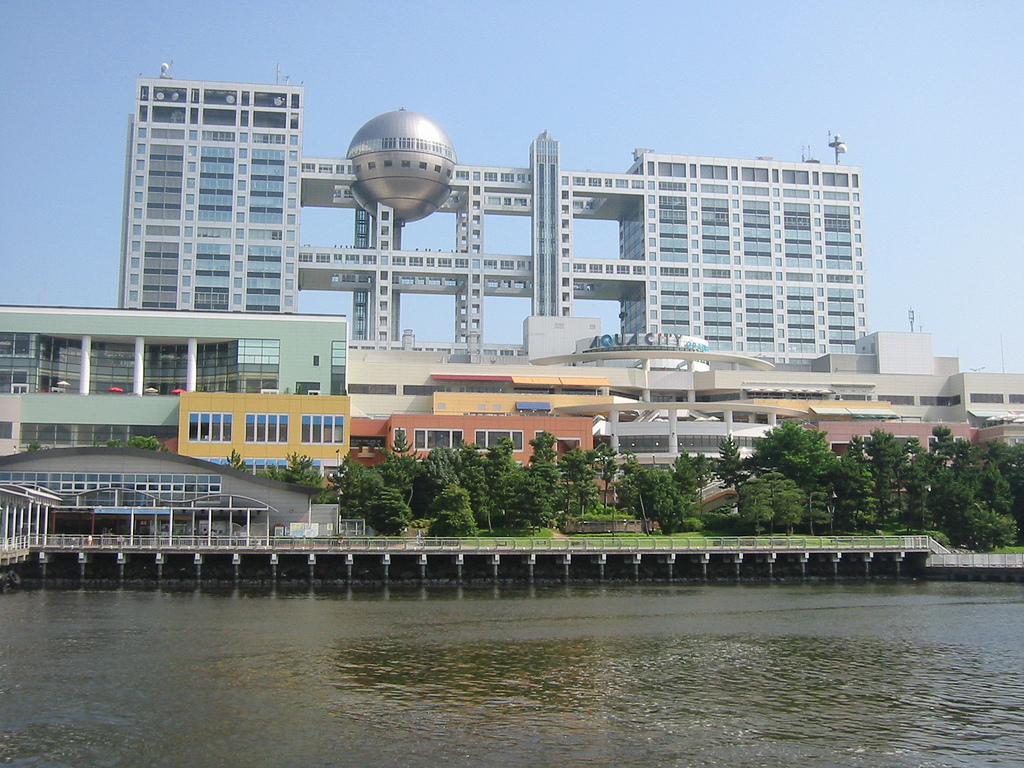
ساختمان مرکزی فوجی تلویژن در اودایبا که معماری آن توسط کنزو تانگه انجام شده است...